# Sitio Histórico de la Alpujarra
El Sitio Histórico de la Alpujarra Media y La Taha comprende una amplia área geográfica de la comarca de la Alpujarra, en la provincia de Granada (Andalucía, España), precisamente la que mejor conserva los valores típicos alpujarreños. Es una figura de protección jurídica de carácter patrimonial, cuya finalidad es conservar el patrimonio histórico de la zona, similar a la de parque natural. Junto con el limítrofe Conjunto Histórico del Barranco del Poqueira, conforma el conjunto de patrimonio histórico protegido más grande de toda Europa.
Ha sido aprobado, definitivamente, por acuerdo del Consejo de Gobierno de Andalucía, de fecha 17 de abril de 2007. Sin embargo, tiene protección patrimonial desde el 27 de noviembre de 2005, fecha en que se acordó la incoación del expediente de declaración como Bien de Interés Cultural

## Ámbito geográfico
El Sitio Histórico abarca una superficie total de 143 km² de la zona central de la comarca de la Alpujarra de Granada. Se extiende básicamente por los municipios de La Taha, Pórtugos, Busquístar, Cástaras, Juviles, Lobras, Bérchules, Cádiar, Almegíjar y Torvizcón, aunque también afecta de forma más o menos extensa a Trevélez, Murtas, Albondón, Rubite, Polopos, Órgiva, Turón, Bubión y Capileira.
Se compone de 32 áreas o elementos declarados BIC (Bien de Interés Cultural), con una superficie total de 711 ha, y de una amplia área de entorno de protección, que abarca 13.574 ha.

## Régimen jurídico
El Sitio Histórico se regula por las siguientes normas jurídicas:
- Ley 16/85 de Patrimonio Histórico del Estado
- Ley 14/2007 de 26 de noviembre, de Patrimonio Histórico de Andalucía

Además, existe un Documento de Criterios para la Protección del Sitio Histórico de la Alpujarra Media, aprobado por la Comisión de Patrimonio de Granada, órgano encargado de velar por el cumplimiento de las normas de protección del Patrimonio Histórico en esa provincia, y que establece los límites a las actuaciones en la zona, tanto para la elaboración de Planes Urbanísticos, como para la de Proyectos de obra.
Al estar declarado BIC, no es posible realizar ninguna obra en la zona sin autorización de la administración cultural, y los Planes de Urbanismo deberán adaptarse a los criterios de protección.
El órgano responsable del cumplimiento de estas normas de protección es la Consejería de Cultura de la Junta de Andalucía. Para denunciar cualquier agresión sobre el patrimonio de esta zona protegida, debe dirigirse denuncia por escrito a la Delegación Provincial de Cultura de Granada. Servicio de Bienes Culturales, c/Paseo de la Bomba,11 -18008- Granada, tf.958-027800, fax-958-027860.

## Bienes protegidos
El Sitio Histórico, protege una amplia serie de elementos de interés histórico, patrimonial y etnológico, y especialmente los que se enumeran a continuación:
- De carácter industrial:
  - Minas del Conjuro, en Busquístar y Almegíjar
  - Minas de Retama, en Tímar y Lobras
  - Minas de los Rodríguez Acosta, en Lobras
  - Minas de Mansilla, en Cástaras
  - Puente minero del Camino Real de Trevélez

- Caminos y escarihuelas
  - Camino viejo entre Juviles y Tímar
  - Escarihuelas de Panjuila y de Busquístar

- De carácter arqueológico
  - El Fuerte, en Juviles
  - Yacimiento arqueológico de Peñón Hundido, en Tímar
  - Lugar arqueológico de los Baños de Panjuila
  - Enclave de La Mezquita

- Acequias y otros relacionados con el agua
  - Acequia Alta de Pitres
  - Acequia Baja de Pitres
  - Acequia de Almegíjar
  - Acequia Real o Gorda de Busquístar
  - Acequia de Cástaras
  - Acequia Nueva de Bérchules
  - Acequia de Tímar y Lobras
  - Acueducto del Cortijo de los Arcos, y zona de cultivo asociada, en Cástaras
  - Baño del Piojo, en Cástaras
  - Molino del río Trevélez, junto al puente de Panjuila
  - Aljibe Campuzano, en la escarihuela de Órgiva

- Poblaciones y zonas de cultivo asociadas
  - Núcleo urbano de Capilerilla y zona de cultivos aterrazados
  - Núcleos urbanos de Mecinilla, Fondales, Ferreirola, Atalbéitar y Mecina y zona de cultivos aterrazados
  - Barrio alto de Cástaras y zona de cultivos aterrazados
  - Núcleo urbano de Nieles y zona de cultivos aterrazados
  - Núcleo urbano de Tímar y zona de cultivos aterrazados
  - Núcleo urbano de Alcútar y zona de cultivos aterrazados
  - Núcleo de Busquístar (excepto zona de la carretera)
  - Núcleo de Lobras

- Iglesias y torres, no incluidas en núcleos protegidos.
  - Iglesia y torre de Pitres
  - Iglesia y torre de Busquístar
  - Iglesia y torre de Pórtugos
  - Iglesia y torre de Juviles
  - Iglesia y torre de Bérchules
  - Iglesia y torre de Lobras
  - Iglesia y torre de Cástaras

## Elementos protegidos
El Sitio Histórico supone la protección de una serie de características propias de la Alpujarra, cuya conservación deberá vigilarse por las Administraciones Públicas

### ArquitecturayUrbanismo
Desde el punto de vista arquitectónico y urbanístico, la disposición espacial, la localización y la configuración formal de los núcleos urbanos están fuertemente condicionados por dos rasgos intrínsecos a este territorio: las características topográficas del área y el sistema de explotación de sus recursos. Así, la necesidad de adaptarse a una orografía de alta montaña, encajada entre las alineaciones de la Sierra de la Contraviesa y de Sierra Nevada, que dificulta los desplazamientos, y el cultivo en minifundios, han generado pequeños núcleos urbanos, próximos entre sí y a las tierras de cultivo.

#### Trama urbana
Aunque existen noticias de pobladores anteriores, la estructura actual de la trama urbana se configuró a partir del asentamiento en la comarca de los moriscos expulsados de Granada en el siglo XVI. Estos implantaron el urbanismo islámico que es un reflejo de su concepción intimista del mundo en la que lo social pierde cierta importancia frente a lo familiar.
La zona urbanizada sigue un esquema de crecimiento orgánico, que se adapta a la topografía, basado en la repetición de la célula-vivienda, donde el espacio público se privatiza, aparece la sectorización en barrios y su escala se reduce. Posteriormente los repobladores cristianos (siglo XVI) continuaron el desarrollo de estos pueblos siguiendo el esquema precedente. 
Es importante destacar la prolongación en el tiempo de este proceso de crecimiento, lo que ha generado estructuras urbanas y compositivas muy complejas, con evidente valor plástico, que no responden a ningún esquema o planeamiento previo. Esta irregularidad constituye uno de los invariantes arquitectónicos de más valor de este ámbito.
Estos núcleos son compactos y se asientan a lo largo de dos ejes viarios que son los principales elementos vertebradores de este territorio: el eje superior de la Alpujarra Alta, en la ladera sur de Sierra Nevada, y el eje del río Guadalfeo, ambos dispuestos en sentido este-oeste pero a distintas cotas altimétricas.
La linealidad de los recorridos generados crea cierta continuidad espacial entre los núcleos, que se constituyen como hitos o referentes paisajísticos. En este sentido, destacan las torres campanarios de sus iglesias mudéjares que por su escala y verticalidad sobresalen del tejido urbano, significándolo. Se valora, por tanto, su presencia en el territorio basándose en su alta calidad perceptiva. 
El tejido urbano se caracteriza por el alto grado de ocupación de las manzanas, prácticamente no existen patios, y por el trazado irregular de su trama condicionado por la topografía y por la estructura de la propiedad cuyo borde sigue. La continuidad entre la zona urbana y la agrícola se refleja en las paratas , estructuras de contención de las huertas dispuestas en terrazas, que conforman los límites de las manzanas de borde.

#### Calles y elementos arquitectónicos
Las calles, generalmente de pequeña dimensión, presentan un desarrollo predominante en dirección paralela a las curvas de nivel, para suavizar las pendientes que ascienden zigzagueando por la ladera, lo que favorece la disposición aterrazada de la edificación. Las conexiones transversales se minimizan y se resuelven mediante vías que salvan las fuertes pendientes con rampas y escaleras.
La calle es entendida como un espacio de relación e intercambio, incluso como una prolongación de las viviendas. Este rasgo cultural incide en la morfología de los núcleos, siendo el origen de los tinaos y zaguanes, espacios anejos a las viviendas, cubiertos por el vuelo de la edificación. En ellos los límites de lo público y de lo privado se desdibujan, creando secuencias urbanas de gran riqueza espacial.
Otro artefacto arquitectónico que comparte con los tinaos esta condición de espacios semipúblicos es el terrao. La disposición aterrazada de la edificación adaptándose a la topografía y el elevado grado de colmatación de las manzanas favorecen el uso de las cubiertas planas de launa como espacio de desahogo de las viviendas y de relación de sus habitantes.

#### Implantación en el territorio
La implantación en el territorio, la agrupación de unidades (la trama urbana presenta una estructura aditiva y escalonada de las edificaciones) y las formas de humanización del paisaje como la disposición abancalada de las tierras de cultivo formando terrazas a lo largo de las laderas, constituyen los principales valores de la arquitectura alpujarreña.
Con carácter de continuidad a los núcleos de población se desarrollan las zonas cultivadas mediante un sistema tradicional de explotación. Los minifundios aterrazados se escalonan en las laderas aledañas a los núcleos, siendo recorridos por los ramales de las acequias, las cuales son la base de este agro-ecosistema. Sin este aporte de agua no se daría un tipo de agricultura intensiva en pequeñas parcelas, que secularmente han venido cubriendo las necesidades nutricionales de los grupos domésticos. 
Los bancales o paratas , están formados por muros de piedra llamados balates que sostienen la tierra por encima de ellos formando pequeñas superficies llanas que se emplean para el cultivo. Tienen una importante influencia en el régimen hidrológico al aumentar la infiltración o penetración del agua en el suelo y reducir la escorrentía, disminuyen la capacidad erosiva de las precipitaciones y ponen a disposición de los cultivos una mayor cantidad de agua. Combinan cultivos arbóreos (en los bordes de la parata) y herbáceos. Como ya hemos descrito antes, junto a las acequias constituyen los principales elementos materiales de este agro-ecosistema de regadío en pequeñas parcelas. 
Este sistema de explotación se conserva en buena parte porque el sistema de propiedad por un lado, y las condiciones orográficas por otro, no permiten la mecanización en estas sierras. Si bien es verdad que la agricultura a tiempo completo se está perdiendo, en determinados casos se mantiene como una actividad complementaria por lo que no ha perdido su potencial económico, que se activa en los casos en que el mercado demanda productos específicos como los tomates herri, o las frambuesas actualmente.

### Arqueología
Los yacimientos arqueológicos de mayor entidad en el territorio objeto de esta declaración como BIC son, sin lugar a dudas, el Fuerte de Juviles, el Peñón Hundido en Tímar, municipio de Lobras, y La Mezquita en Busquístar. En los dos primeros se han constatado materiales y elementos de estas características, incluidos fragmentos constructivos, restos metálicos y, por supuesto, piezas cerámicas. 
El yacimiento de El Fuerte, tiene una gran entidad, ya que alberga interesantes restos constructivos, nueve torres, lienzos de muralla de hasta 5 m de altura, restos de albercas, pozos y canalizaciones varias, así como probables elementos defensivos, ahora bastante asolados y enmascarados por las paratas y bancales para la explotación agrícola del cerro. Fue el principal bastión de la Taha de Jubiles.
En cuanto al Peñón Hundido, destaca por su amplia secuencia de ocupación, que parece iniciarse en época protohistórica y donde se encuentran también otros materiales que pueden fecharse hasta época medieval. Dadas las características morfológicas del cerro y el sistema de explotación que aún se lleva a cabo, mediante cultivos en bancales, es posible que el yacimiento mantenga un aceptable nivel de conservación, al menos en algunos sectores en concreto.
El sitio arqueológico de La Mezquita se trata de un asentamiento de carácter agropecuario cuyo origen retrotraen algunos autores hasta época alto medieval, con estructuras y elementos conservados, que actualmente se perciben como una vivienda y diversas estancias para el ganado, amén de otros restos constructivos y áreas de actividad antrópica difíciles de valorar mediante la simple observación.

### Caminos
Existe en la zona una amplia red de caminos de época medieval, que ya aparecen recogidos en los Libros de Apeo de 1574. Con ellos, el Plan Estratégico de Turismo de la Alpujarra ha elaborado una interesante Ruta Medieval que enlaza los extremos del Sitio Histórico, a lo largo de 21 km de caminos medievales, recuperados recientemente. El itinerario incorpora elementos de interés patrimonial e histórico como la era y alberca de Tímar, que ya se citaban como viejas en el Libro de Apeo de Cástaras y Nieles.

### Acequias: Sistemas deriegoy gestión del agua
Las acequias son canales de riego artificiales diseñados para transportar el agua, excavados en tierra o roca y con una pendiente generalmente pequeña.
De acuerdo a su función y al tipo de gestión que tengan, hay dos clases de acequias:
-Acequias de riego cuyo objetivo es conducir el agua desde los cauces naturales hasta aquellas explotaciones que se riegan. Son varias acequias escalonadas en una ladera y tienen pendientes pequeñas. Su gestión depende de la Comunidad de Regantes correspondiente y del acequiero, que se encarga del reparto del agua entre los regantes, supervisa y repara la acequia. La Comunidad de Regantes se compone de todos los usuarios de la misma acequia.
El agua se reparte a cada acequia según normas bien establecidas, recogidas en sus Ordenanzas de Riego. 
-Las acequias de careo conducen el agua desde cauces naturales hasta zonas relativamente llanas con un sustrato permeable denominadas simas, para que se infiltre. Fundamentalmente se surten del agua del deshielo, trasladándola de las zonas de alta montaña a los terrenos de cultivo. 
Las acequias incluidas en este BIC son fundamentalmente de riego, aunque contiene algunos tramos o ramals menores que son de careo. En otras ocasiones el origen es de careo, pasando a surtirse de agua pasando los tramos iniciales del agua de lluvia.
El principal impacto que sufren las acequias actualmente, junto a su progresiva falta de uso por el abandono de las labores agrícolas, es la utilización de nuevos materiales y técnicas.

### Bienes de carácterindustrial
El número de explotaciones existentes en los municipios objeto de inscripción es muy abundante por la riqueza mineral de la zona que se ha explotado en varios períodos históricos. Se han incluido en la declaración cuatro núcleos mineros: Minas del Conjuro en Busquístar, Minas de Mansilla en Cástaras, Minas de los Rodríguez-Acosta en Lobras, y Minas de Retama en Tímar.
Ya no hay ninguna que continúe activa. Sus producciones son de dos tipos. En las minas del Conjuro se extraía hierro, mientras que en Cástaras, Lobras y Tímar, se producía mercurio.
La zona que se protege, fue hasta el siglo XIX prácticamente agraria, encontrando escasas referencias documentales e históricas anteriores como el caso de la explotación de las minas del Conjuro en época árabe según Ríu y basándonos en el hallazgo de una lucerna medieval en el cerro del Conjuro. 
Durante el siglo XVIII y parte del XIX, continúa el mutismo sobre las explotaciones mineras de la zona. Hecho que se comprueba en los diccionarios histórico-geográficos de Tomás López y Pascual Madoz, en los que se presta especial atención a los recursos económicos de los municipios. Así por ejemplo cuando Madoz describe Alquife, hace una mención expresa diciendo que se halla llena de minas de hierro, de cuyo arte se extrae muchísimo. Sin embargo, en el caso de Busquístar donde se hallan las Minas de hierro del Conjuro, en el apartado de “Industria”, Madoz escribe: “No se conoce otra industria sino la labor del campo” . Y así en todos los municipios afectados por la incoación excepto en Bérchules, donde señala la existencia de yacimientos de hierro y azufre, pero añade que sin que al presente se haya abierto ni trabajado mina alguna con constancia .
El auge minero tuvo lugar, como hemos dicho, en el siglo XIX y durante la primera mitad del XX, provocando un intenso deterioro de la cubierta forestal en cuanto a incidencia en el paisaje. Por otro lado alentó la vocación minera laboral de buena parte de sus poblaciones. Se instalaron de forma indiscriminada fundiciones sobre todo en el primer tercio de siglo.